# Hồ Abrau
Abrau (tiếng Nga: Абрау; từ chữ Abkhaz có nghĩa "hố sụt") là một hồ hang động karst ở Nga, cũng là hồ nước ngọt lớn nhất ở tây nam vùng Krasnodar, trên bán đảo Abrau. Nó nằm ở độ cao 84 mét trên mực nước biển, trong số các đồi thấp dưới chân núi thuộc Bắc Kavkaz, khoảng 14 km về phía tây cảng Novorossiysk và cách bờ biển Đen khoảng 1,6 km. Hồ có chiều dài khoảng 3.100 mét và rộng trung bình khoảng 630 mét.
Vào đầu thế kỷ 20, hồ đã được ghi nhận sâu 35 mét; ngày nay các điểm sâu nhất là 20 m. Hồ Abrau không có lối thoát. Các lưu vực của hồ là một vùng trồng nho lớn; có rất nhiều xưởng sản xuất rượu vang ở làng Abrau-Dyurso bên bờ hồ.